# سرطان كماني جميل
سرطان كماني جميل (الاسم العلمي: Uca speciosa) هو نوع من الحيوانات يتبع جنس السرطان الكماني من فصيلة السرطانات الشبحية.